# Лівобережне (Калінінградська область)
Лівобережне (рос. Левобережное) — селище Славського району, Калінінградської області Росії. Входить до складу Ясновського сільського поселення.
Населення —  159 осіб (2015 рік). 

## Населення
| 2002 | 2010 |
| ---- | ---- |
| 195  | ↘159 |